# بلويمليسالب
بلويمليسالب (بالإنجليزية: Blüemlisalp)‏ هو أحد جبال سلسلة جبال الألب البرنية ويقع في كانتون برن في سويسرا. يحتل المرتبة رقم 51 في قائمة جبال سويسرا من حيث الارتفاع، إذ يبلغ ارتفاعه حوالي 3661 متر، بينما يبلغ ارتفاع نتوء الجبل 874 متر، هذا وقد سجل أول وصول لقمة الجبل عام 1860.